# Pink Pony Club
« Pink Pony Club » est une chanson de l'auteur-compositrice-interprète américaine Chappell Roan, tirée de son premier album studio The Rise and Fall of a Midwest Princess (2023). La chanson, écrite par Chappell Roan et son producteur Dan Nigro, sort chez Atlantic Records le 3 avril 2020.

## Contexte et composition
Après la sortie de son single « Die Young », Chappell Roan signe chez Atlantic Records en 2017 et déménage de sa ville natale de Willard, dans le Missouri, à Los Angeles l'année suivante. Selon une interview avec Headliner, Chappell Roan puise l'inspiration pour "Pink Pony Club" pendant cette période après une nuit à The Abbey (en), un bar gay de West Hollywood. La chanson a été écrite par Chappell Roan et le producteur de musique Dan Nigro.

## Sortie
"Pink Pony Club" sort le 3 avril 2020. Quatre mois après la sortie de la chanson, Chappell Roan est abandonnée par son label, Atlantic Records. Après une pause d'un an où elle retourne dans sa ville natale et travaille pour financer son projet musical, elle reprend la sortie de sa musique de manière indépendante en 2022,. "Pink Pony Club" est réédité début 2023 après avoir signé avec Island et Amusement Records et est inclus dans son premier album, The Rise and Fall of a Midwest Princess,.

## Performance commerciale
Initialement sorti en 2020, "Pink Pony Club" n'entre finalement dans les classements qu'en juin 2024, devenant un sleeper hit. Cela fait suite à la sortie du premier album de Chappell Roan et à une série de performances live virales qui ont accru sa notoriété,.

## Clip musical
Réalisé par Griffin Stoddard, le clip met en scène Chappell Roan dansant dans un bar dans une série de tenues à franges en strass. Les drag queens Victoria « Porkchop » Parker et Meatball apparaissent également en figuration.